# Baby Blues (1998)
Baby Blues ist ein US-amerikanisches Filmdrama aus dem Jahr 1998. Die Regisseurin Jane Anderson schrieb das Drehbuch anhand des eigenen Theaterstücks.

## Handlung
Die Eheleute Rachel und Richard Luckman können trotz mehrerer Versuche keine Kinder bekommen. Sie wollen das künftige Kind der schwangeren Wanda LeFauve, die sich auf eine Anzeige meldet, adoptieren. LeFauve lebt in einem Wohnwagen und hat bereits vier Kinder; sie hat kein Geld, ein weiteres Kind großzuziehen.
Wandas Ehemann Al hofft, immer mehr Geld von den Luckmans bekommen zu können. Er fordert unter anderen, dass die Luckmans seiner Familie ein neues Auto kaufen. Es kommt häufig zum Streit deswegen. Schließlich willigt Al ein, die notwendigen Unterlagen ohne weitere Bedingungen zu unterschreiben.
Während der Geburt gibt es Komplikationen, aus welchen Hirnschäden des Kindes resultieren können. Rachel und Richard diskutieren darüber; Rachel will das Kind trotzdem nehmen während ihr Ehemann dagegen ist. Der Anwalt der Eheleute erzählt über ein anderes Kind einer gesund lebenden jungen Frau, das von einem Collegeabsolventen kommt. Schließlich reisen die Luckmans ohne das Kind ab. Richard Luckman gibt am Flughafen den früher eingekauften Babykorb ab.
Wanda LeFauve will ihre neugeborene Tochter ebenfalls nicht behalten. Der Film endet mit der Großaufnahme des schreienden Babys, das im Krankenhaus liegt.

## Kritiken
Das Lexikon des internationalen Films meinte: „Ein fürs Fernsehen produziertes Drama um die Sehnsucht des Menschen nach Lebensglück und die Grenzen, die sich sehr schnell auftun, wenn es gilt, Verantwortung zu übernehmen und die eigenen Schwächen zu akzeptieren und zu überwinden“.

## Auszeichnungen
Der Film als Beste Mini-Serie oder TV-Film, Stockard Channing und Laura Dern wurden im Jahr 1999 für den Golden Globe Award nominiert. Jane Anderson als Regisseurin und als Drehbuchautorin, Stockard Channing sowie die Produzenten wurden 1999 für den Emmy Award nominiert. Stockard Channing wurde 1999 für den Independent Spirit Award und für den Screen Actors Guild Award nominiert. Vicky Herman gewann 1999 den Peabody Award.

## Hintergrund
Der Film wurde in Vancouver gedreht.